# Luigi Cerutti (presbitero)
Luigi Cerutti (Gambarare di Mira, 14 marzo 1865 – Venezia, 23 ottobre 1934) è stato un presbitero italiano, parroco di Santa Maria e Donato di Murano dal 1897 al 1920.
Fu attivo nel campo religioso e sociale; fu tra i fondatori del Banco San Marco nel 1895, istituì a Murano nel 1898 la prima Cassa operaia a risparmio obbligatorio, nel 1901 le Casse operaie a risparmio assicurativo, nel 1903 una Cooperativa di consumo e nel 1906 una Cooperativa di produzione vetraria. Partecipò a molti congressi nazionali in tutta Italia sostenendo la necessità di diffondere iniziative e realizzazioni nel campo sociale.

## Biografia
Luigi Cerutti nacque a Gambarare, in comune di Mira, il 16 marzo 1865 dal medico condotto del paese Giobatta e da Amalia Bontempelli. Entrato a undici anni nel seminario patriarcale di Venezia, vi maturò la vocazione sacerdotale e, dopo aver frequentato il ginnasio-liceo e completato gli studi teologici, fu ordinato presbitero dal patriarca Domenico Agostini il 1º luglio 1888.

### Gambarare (1888-1896)
Fu nominato cappellano nella parrocchia di Gambarare. La zona dove si trovava a operare si trovava in una condizione economica assai difficile e don Luigi Cerutti non poteva restare indifferente di fronte alla condizione di miseria in cui si trovavano i suoi parrocchiani convinto che il primo dovere di un cristiano è la solidarietà verso il prossimo.
Per lottare contro la malaria e la pellagra che imperversavano nella zona istituì delle cucine economiche e ambulatori per aiutare con un cibo sano il superamento del male. Di tali "locande sanitarie" se ne crearono una a Gambarare centro e un'altra nella frazione di San Pietro in Bosco sulla riva del Brenta e numerosi furono gli ammalati che godettero di medicine e assistenza sanitaria gratuita.
Il 26 febbraio 1890 istituì a Gambarare una cassa rurale, sull'esempio di quelle che stavano diffondendosi nel Veneto, per combattere l'usura e lo strozzinaggio a cui erano sottoposti i suoi parrocchiani. Cerutti però non voleva una cassa rurale "neutra", ma una cassa dichiaratamente "cattolica". La cassa fu sciolta e il 6 agosto 1892 venne creata una "cassa rurale cattolica". Seguirono poi altre istituzioni di cooperazione agricola: un caseificio sociale, una società di assistenza contro la mortalità del bestiame, una società per gli acquisti collettivi.
Dal 1891 al 1904 partecipò attivamente all'Opera dei congressi in cui ricoprì importanti incarichi in sede nazionale; fu membro del Comitato permanente, del Comitato direttivo nazionale, del Comitato regionale veneto e di quello diocesano di Venezia. Fu un oratore applaudio in tutti i congressi nazionali a cui partecipò dal 1892 al 1903; partecipò a moltissime assemblee regionali e diocesane, girando tutta l'Italia dal Piemonte alla Siciia, in cui illustrò le iniziative sociali ed economiche a cui aveva dato vita a favore dei suoi parrocchiani.
Si prodigò nel diffondere le proprie attività innovative con scritti pubblicati su vari periodici tra cui La Rassegna sociale, da lui fondata assieme a don Umberto Benigni, La Difesa e La Vita del popolo.
Quando nel 1894 venne eletto patriarca di Venezia il cardinale Giuseppe Sarto, il futuro papa Pio X, don Luigi Cerutti ritenne necessaria l'istituzione di istituto di credito cattolico e il 7 maggio 1895 fu tra i promotori del "Banco San Marco" a Venezia che ebbe tra i soci fondatori anche il patriarca Sarto.
Nel 1896 partecipò al concorso canonico per la parrocchia dei Santi Maria e Donato di Murano ottenendo la quasi totalità dei voti da parte dei capifamiglia che lo elessero loro parroco. A Murano giunse l'anno successivo, ma fece il solenne ingresso solamente il 24 aprile 1898 dopo aver ricevuto il placet regio.

### Murano (1898-1920)

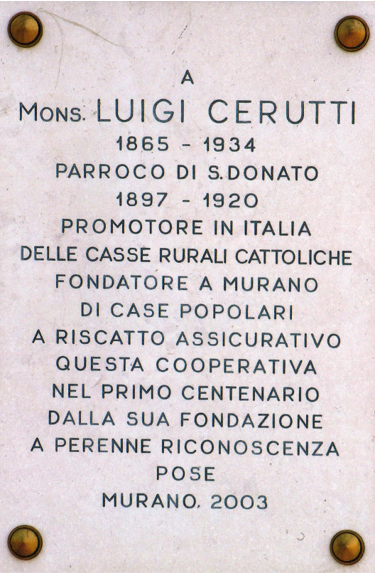
Lapide ricordo sulla Cooperativa

Nella nuova parrocchia, essendo i suoi parrocchiani vetrai, don Luigi diede vita a quelle iniziative sociali che sapeva utili all'ambiente operaio.
Nel 1898 istituì la "Cassa operaia a risparmio obbligatorio"; nel 1901 iniziò la costruzione delle "Case popolari a riscatto assicurativo" per cui in caso di morte di un socio la casa veniva assegnata ai figli senza gravarli di alcun onere: questa esperienza era la prima in Italia.
Nel 1903 istituì la "Cooperativa cattolica di consumo" e nel 1906 la "Cooperativa di produzione vetraria" che però, a causa di lunghi periodi di crisi che investirono la produzione vetraria e non solo quelli, si concluse con un fallimento.
Fu un pioniere nel capire l'importanza che il cinema poteva avere nell'apostolato sacerdotale: fece costruire un cinematografo per consentire ai suoi parrocchiani un divertimento sano, morale e popolare e ipotizzò anche la possibilità di produrre dei film a soggetto religioso.
Papa Benedetto XV nella sua prima enciclica del 1º novembre 1914 aveva fortemente condannato la guerra come "manifestazione sopra ogni altra odiosa del predominante disordine morale" e in armonia con questi principi don Luigi Cerutti manifestò gli stessi sentimenti nelle sue prediche. Allo scoppio della guerra il Dipartimento Marittimo di Venezia intimava a don Cerutti di lasciare la parrocchia: il 30 giugno 1915 egli dovette partire.
Si trasferì a Feltre dove si prodigò in tutti i modi a favore della popolazione nei difficili mesi dell'occupazione austriaca dopo la disfatta di Caporetto. Alla fine della guerra ritornò a Murano soltanto per breve tempo perché l'ostilità di alcuni parrocchiani lo fece allontanare.
Fu eletto canonico residenziale della basilica di San Marco e dopo il Natale del 1920 lasciò Murano.
Fu nominato delegato patriarcale per le opere missionarie, assistente ecclesiastico dei Circoli della Gioventù femminile, presidente della Giunta diocesana dell'Azione Cattolica, presidente della commissione per il tempio votivo del Lido.

### Gli ultimi anni (1921-1934)
Questi incarichi però non soddisfacevano mons. Cerutti che desiderava ritornare alla cura d'anime in una parrocchia, così rinunciò ai vari incarichi diocesani e a sessanta anni andò ad aiutare il parroco di Castelnovo del Friuli, un piccolo paese nella diocesi di Concordia. Il vescovo di Concordia lo nominò cappellano della curazia di Paludea dove rimase soltanto un anno per essere trasferito nella parrocchia di Torre presso Pordenone. Mons. Cerutti trovò difficoltà ad adattarsi alla nuova situazione così diversa da quella veneziana mentre il suo stato di salute di aggravava.
Quando nel gennaio del 1932 morì la sorella Angelina, che lo aveva seguito per quarant'anni, decise di ritornare a Venezia come cappellano della casa di cura Fatebenefratelli.
Il 16 settembre 1934 tornò a Murano per assistere alla consegna delle case a riscatto assicurativo, da lui fatte costruire in Calle San Giuseppe, agli inquilini che ne erano definitivamente divenuti proprietari. Sulla facciata della casa all'anagrafico 21 di calle San Giuseppe è stata posta la seguente lapide: "PIO X PONT. MASS. / GIA' CARDIN. DI VENEZIA / SOCIO D'ONORE / DELLA CASSA OPERAIA CATT. MURANESE / QUESTE CASE POPOLARI / IL DI' 17 AGOSTO MCMII / VISITO' E BENEDISSE". Quel giorno però il card. Sarto era ancora patriarca di Venezia perché venne eletto pontefice soltanto l'anno successivo nel conclave dell'agosto 1903.
Morì il 23 ottobre 1934 ed il suo corpo riposa nel camposanto di Murano.
Nel 1959 gli fu intitolata la scuola elementare di Murano con una lapide che recita:" A / MONS. LUIGI CERUTTI / PROMOTORE IN ITALIA / DELLE CASSE RURALI CATTOLICHE / FONDATORE A MURANO / DELLA PRIMA CASSA OPERAIA DI RISPARMIO / DI CASE POPOLARI A RISCATTO / E DELLA COOPERATIVA DI CONSUMO / SOSTENNE / IN CONGRESSI NAZIONALI / LE PIU' NOBILI ISTITUZIONI RELIGIOSO SOCIALI / PER L'ELEVAZIONE MORALE E MATERIALE DEGLI UMILI / TUTTO SACRIFICANDO / PER IL BENE DEL PROSSIMO / FULGIDO ESEMPIO / ALLE FUTURE GENERAZIONI / GAMBARARE (MIRA) 16 MARZO 1885 / VENEZIA 23 OTTOBRE 1934 / 11 MARZO 1959".

## Opere
- Della questione sociale rispetto al contadino e le casse rurali di prestito. Memoria per il IX Congresso cattolico di Vicenza, Gambarare, 1891.
- Statuto di una cassa rurale cattolica di prestito, Gambarare 1894.
- Le Casse rurali cattoliche. Numero unico compilato per il Congresso di Pavia, Treviso, 1894.
- La Cassa rurale di prestito di Gambarare: relazione statistica, 1894.
- Studio sulle casse rurali cattoliche di prestito, 1894.
- Programma di azione cattolica nel campo economico, Torino, 1894.
- Le Casse rurali cattoliche di depositi e prestiti ossia l'organizzazione cristiana del credito agrario, Perugia, 1894.
- Manuale pratico per le casse rurali: I Costituzione, II Funzionamento, III Contabilità, Parma, 1894.
- Le Casse rurali cattoliche dell'alta Italia, Lendinara, 1895.
- Morale ed economia, Torino, 1897.
- Che cosa sia e che cosa voglia il socialismo, Venezia 1898.
- Manuale pratico per le casse rurali con la Sezione di carità reciproca, Parma, 1899.
- Statuto delle casse operie cattoliche con cenni illustrativi, Venezia, 1899.
- Manuale pratico per le società cooperative di consumo, Parma 1900.
- Manuale pratico delle prime case operaio a riscatto assicurativo, Venezia, 1902.

## Galleria d'immagini

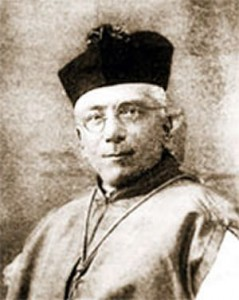
Luigi Cerutti in veste da monsignore
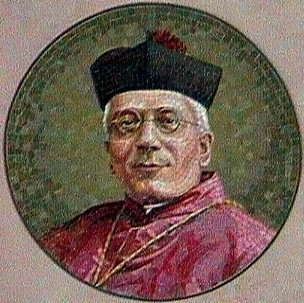
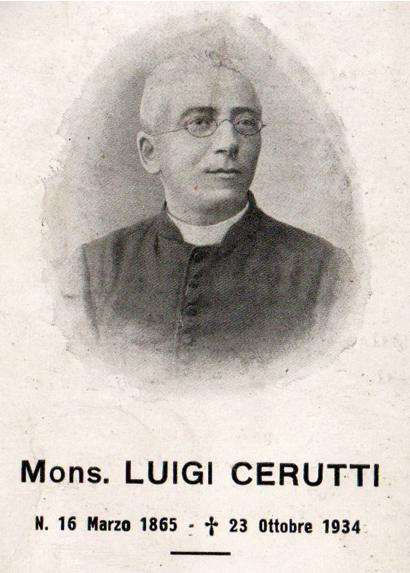
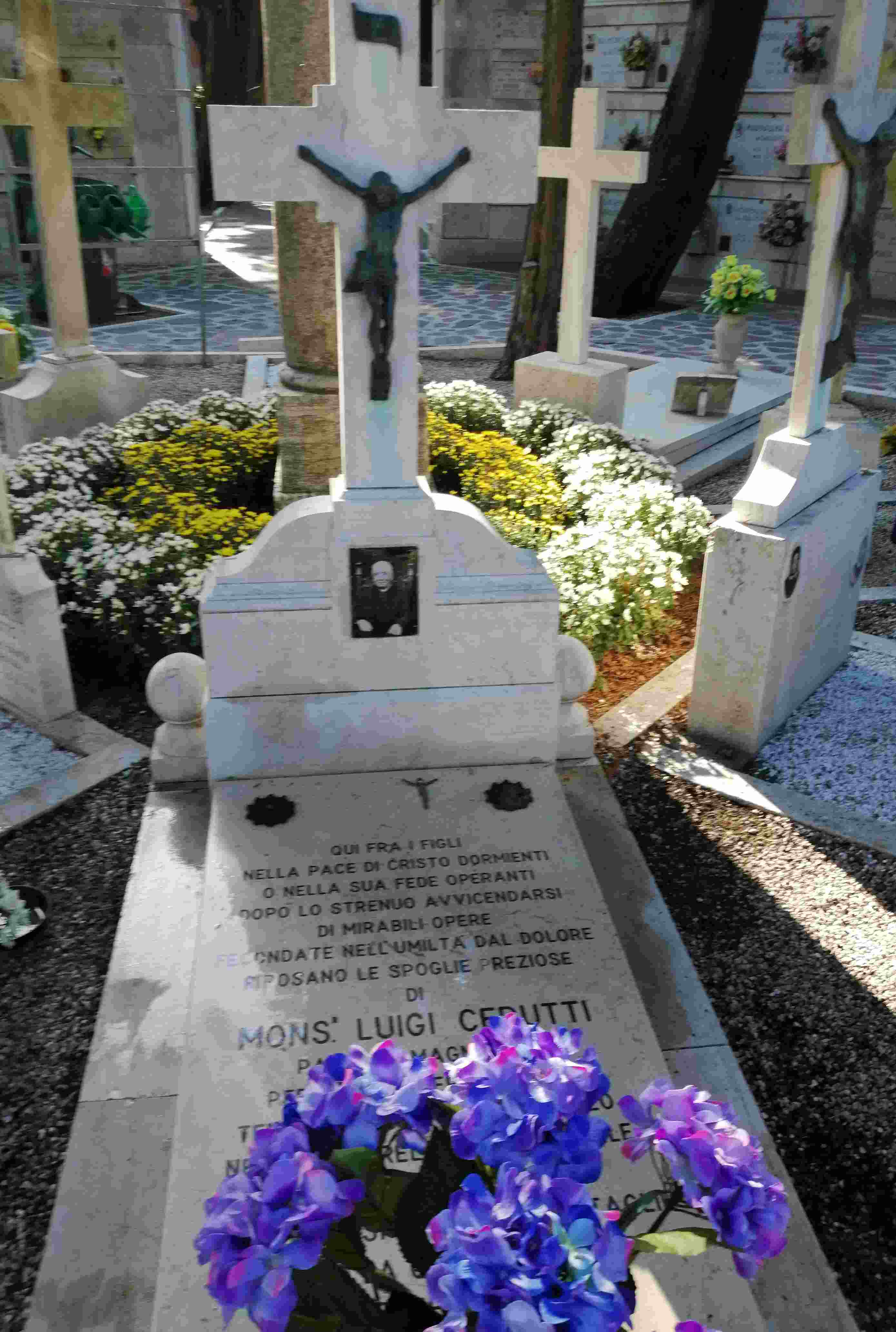
Tomba mons. Cerutti
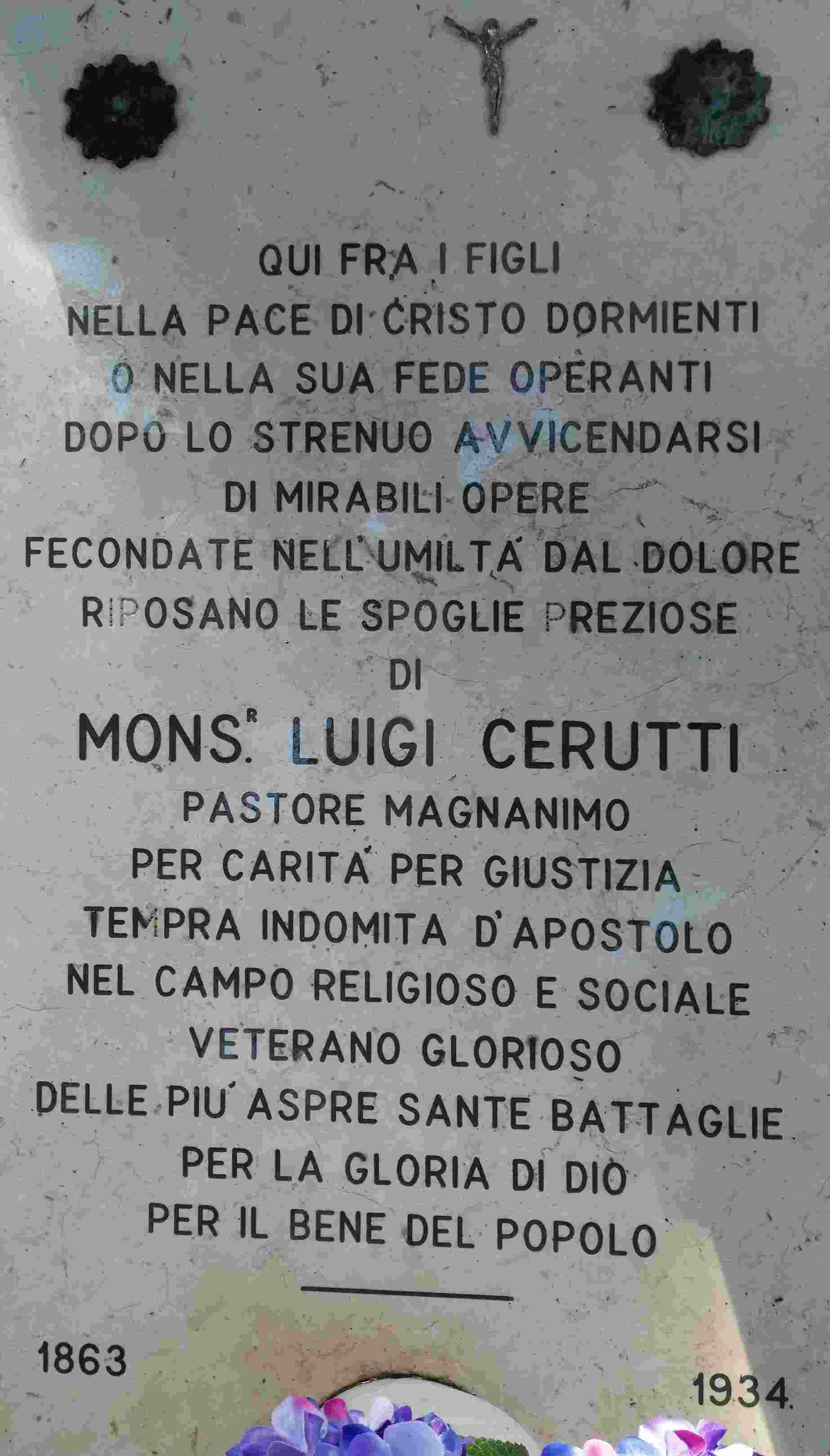
Lapide sulla tomba di mons. Cerutti
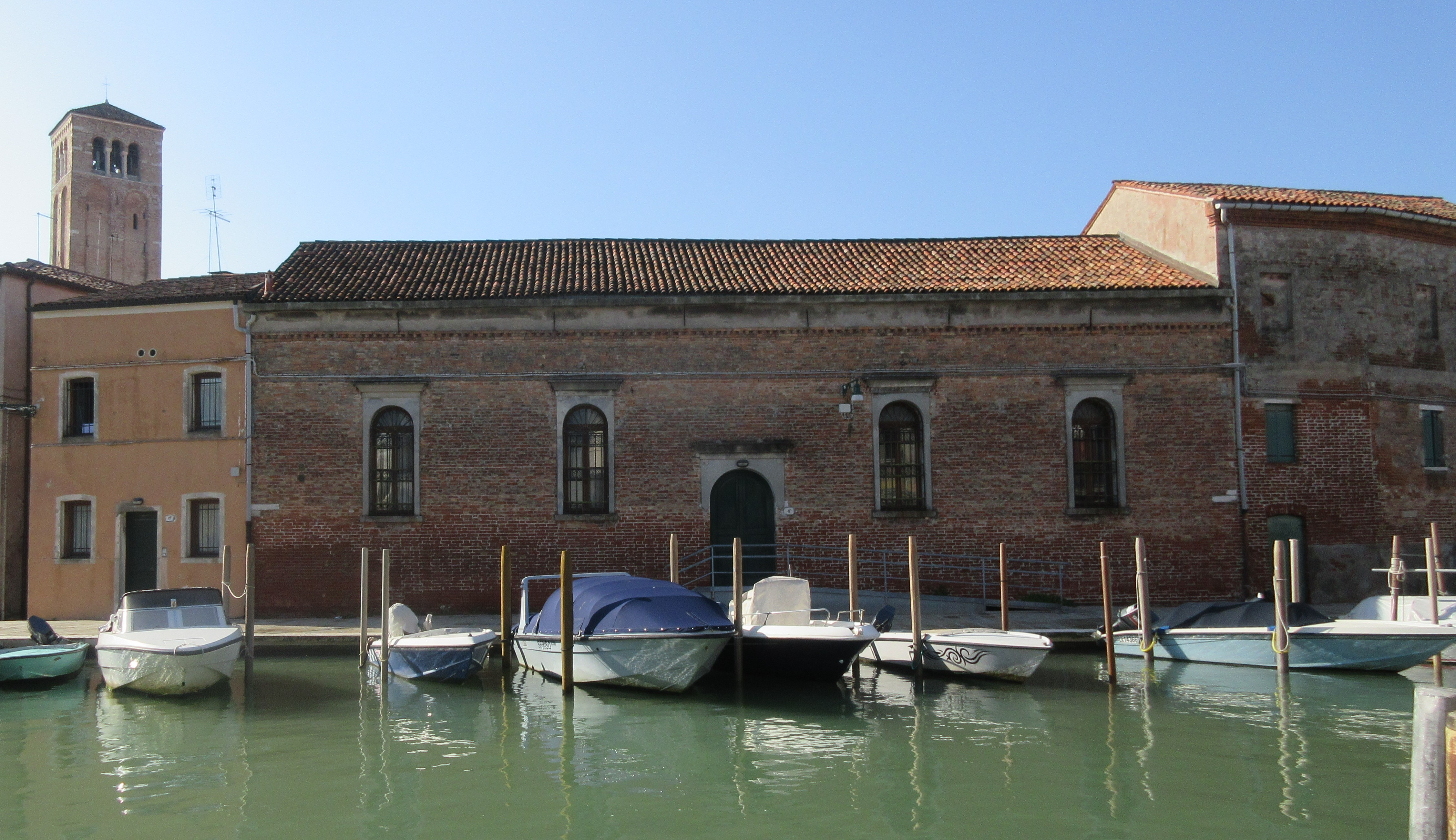
Cinema parrocchiale mons. Cerutti